# Nogi (Tochigi)
Nogi (野木町 Nogi-machi?) es un pueblo en la prefectura de Tochigi, Japón, localizado en la parte central de la isla de Honshū, en la región de Kantō. El 1 de marzo de 2021 tenía una población estimada de 24 903 habitantes y una densidad de población de 823 personas por km².

## Geografía
Nogi se encuentra en el extremo sureste de la prefectura de Tochigi, bordeado al sur por la prefectura de Ibaraki. El río Shikawa fluye en el lado oeste del pueblo.

## Historia
Durante el período Edo, Nogi-shuku era una estación en la carretera Nikkō Kaidō que conectaba Edo (el actual Tokio) con los santuarios de Nikkō, ubicados dentro del dominio Koga. Después de la restauración Meiji, el área de Nogi fue inicialmente parte de la prefectura de Ibaraki, pero fue transferida a la prefectura de Tochigi el 14 de noviembre de 1871. La aldea de Nogi se creó dentro del distrito de Shimotsuga el 1 de abril de 1889 y fue elevada al estatus de pueblo el 1 de enero de 1965.

## Demografía
Según los datos del censo japonés, la población de Nogi aumentó en los últimos 50 años, con una tendencia a la baja después del 2000.
| Gráfica de evolución demográfica de Nogi entre 1940 y 2015 |
|                                                            |
| Oficina de Estadísticas de Japón                           |